# Décima terceira cúpula do BRICS
A décima terceira cúpula do BRICS ou cúpula do BRICS de 2021 é a décima terceira reunião anual do BRICS, uma conferência de relações internacionais com a presença dos chefes de estado ou governo dos cinco países membros: Brasil, Rússia, Índia, China e África do Sul. Foi a terceira vez que a Índia sediou a Cúpula do BRICS, após 2012 e 2016. A cúpula foi realizada virtualmente por meio de videoconferência.

## Reuniões
A Índia sediou a primeira reunião de vice-ministros de Finanças e Bancos Centrais do BRICS por meio de videoconferência. A reunião foi co-presidida por Michael Patra, Vice-Governador do Banco de Reserva da Índia, e Tarun Bajaj, Secretário do Departamento de Receitas, Ministério das Finanças da Índia.

## Participantes

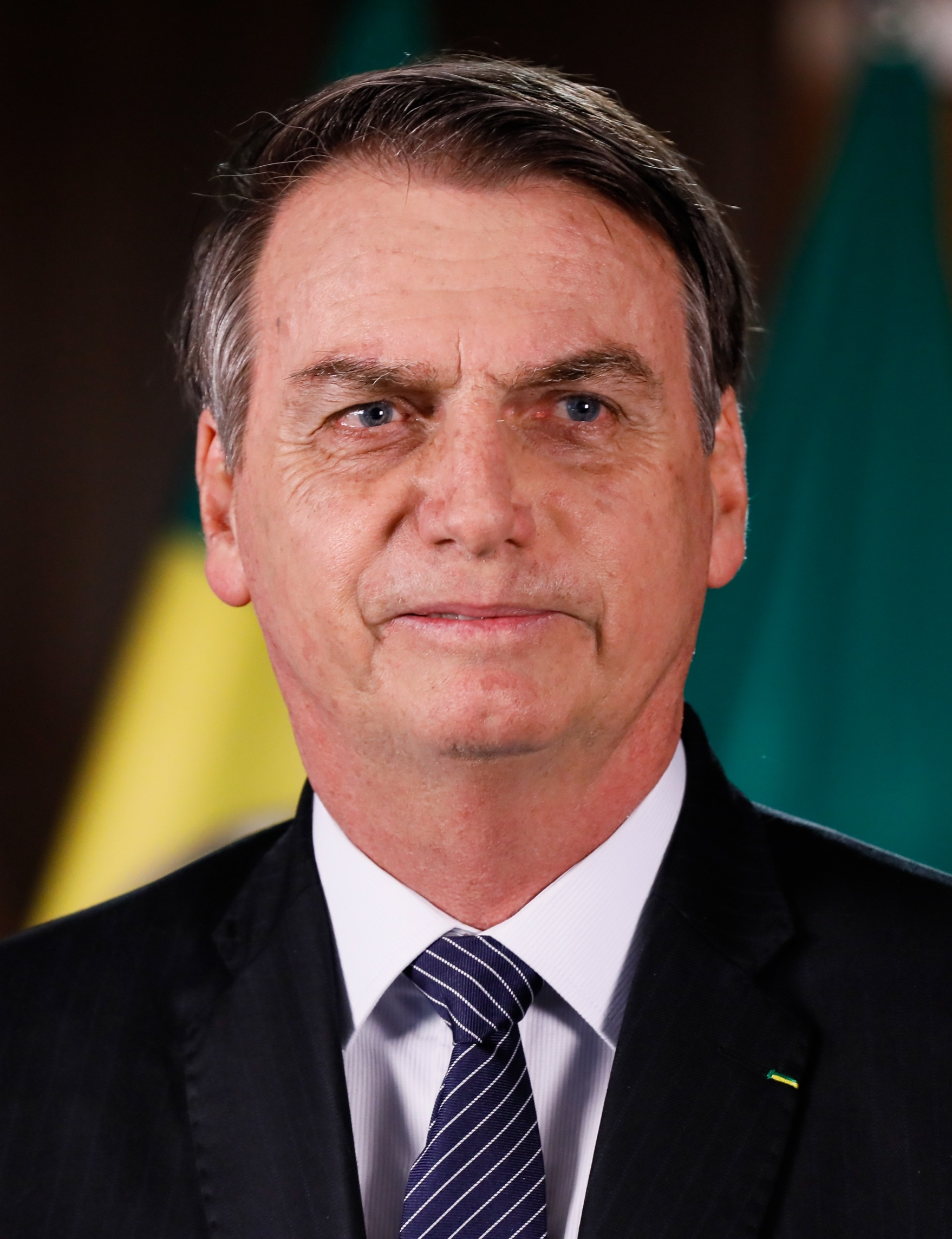
Brasil Jair Bolsonaro, Presidente
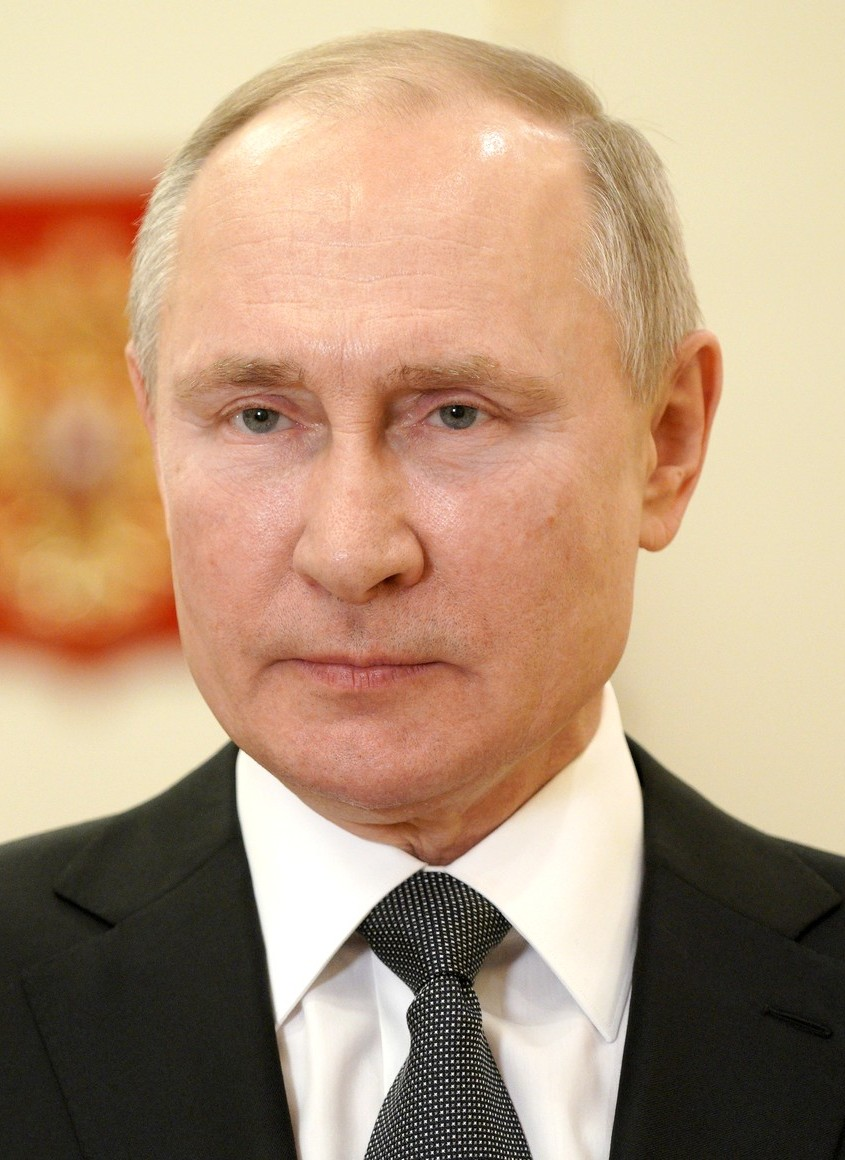
Rússia Vladimir Putin, Presidente
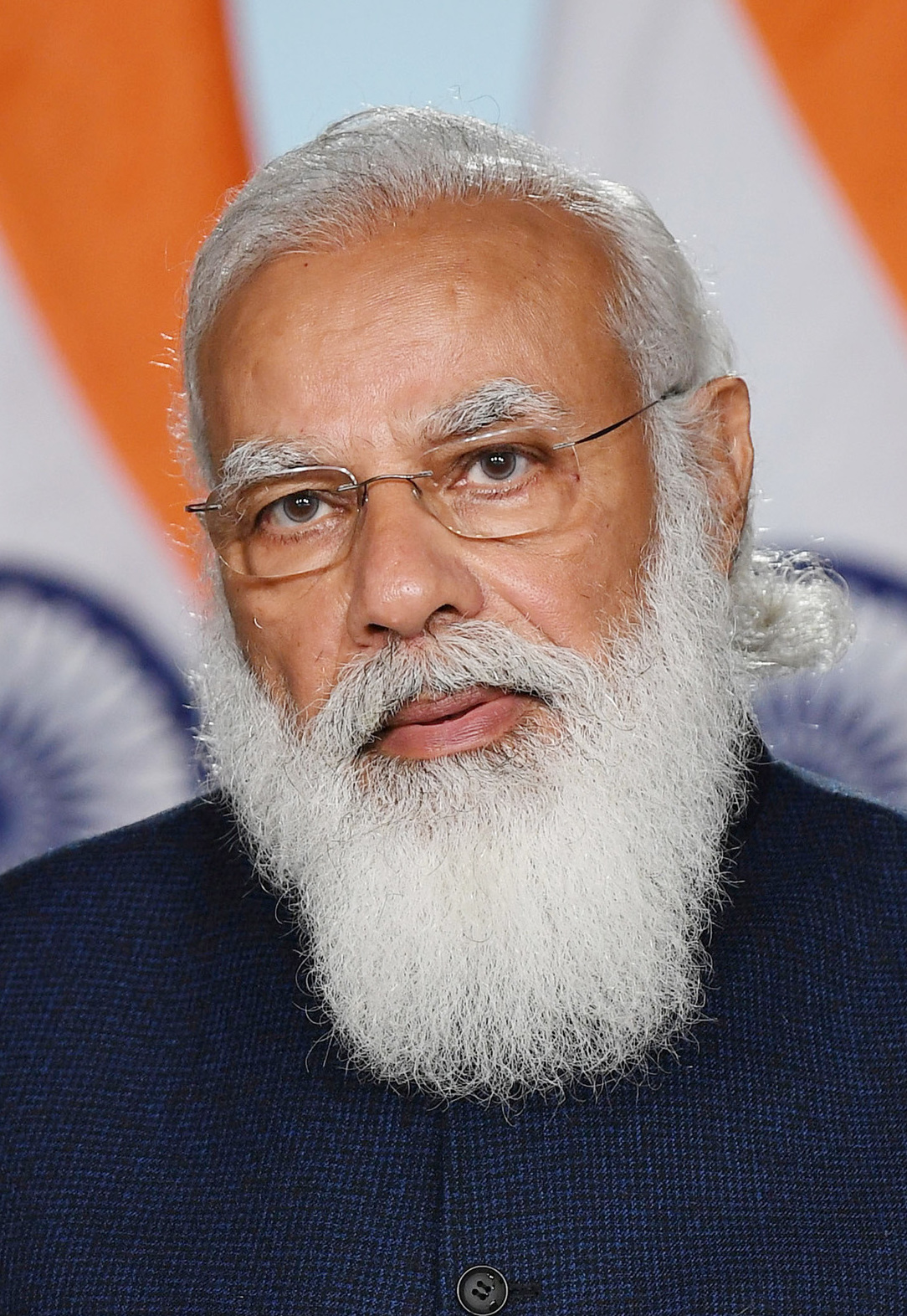
Índia Narendra Modi, Primeiro-ministro (anfitrião)
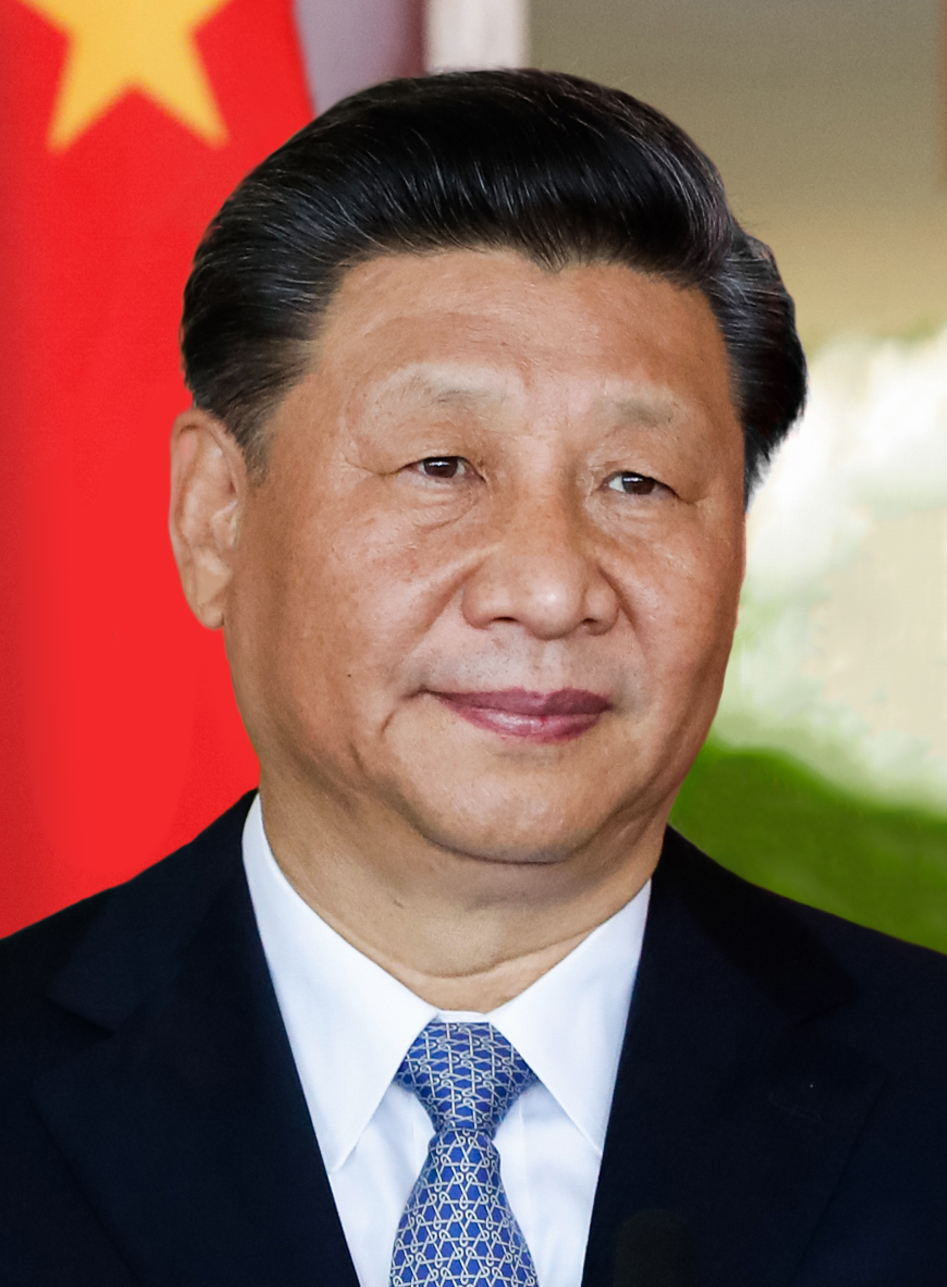
China Xi Jinping, Presidente
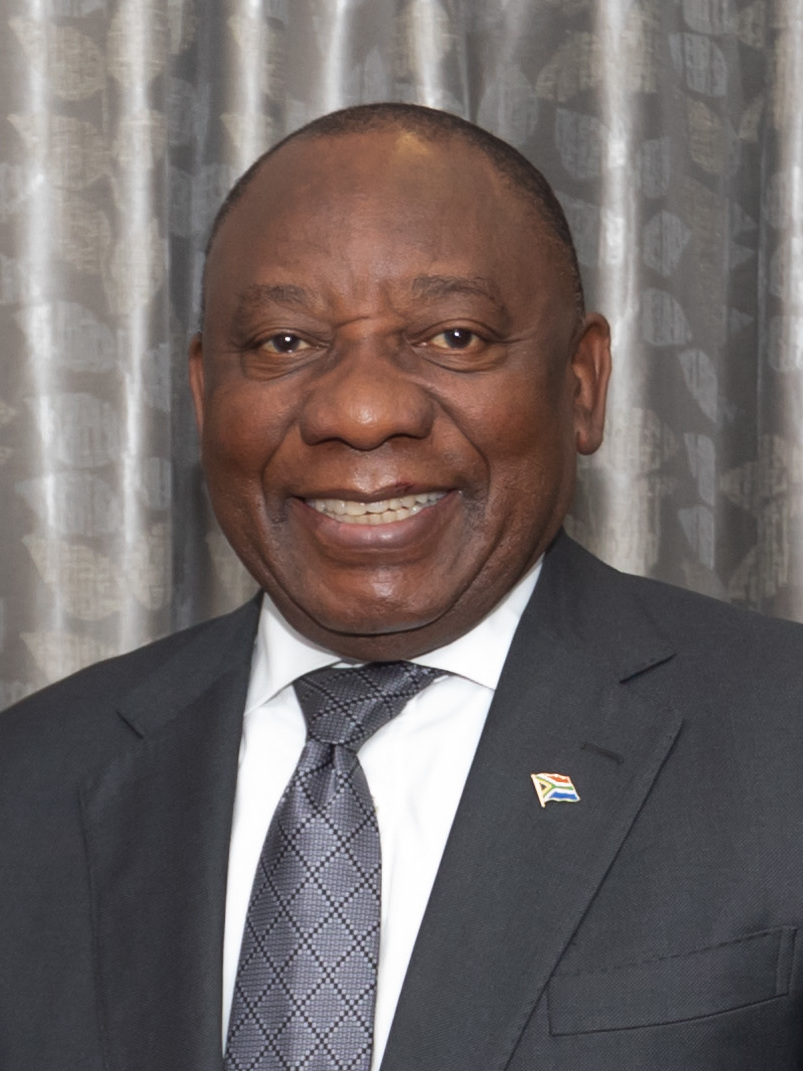
África do Sul Cyril Ramaphosa, Presidente